# Jan (Siczewski)
Jan, imię świeckie Władimir Pawłowicz Siczewski (ur. 12 lipca 1978 w Valmierze) – biskup Łotewskiego Kościoła Prawosławnego.

## Życiorys
Od 1996 pracował jako instruktor sportowy, w latach 2002–2003 w centrum olimpijskim „Limbaži”. Ukończył Łotewską Akademię Sportu w 2002, w 2004 uzyskał stopień magistra w zakresie nauk pedagogicznych. Był również blisko związany z prawosławną parafią Przemienienia Pańskiego w Limbaži. W latach 2002–2008 uczył się w seminarium duchownym w Rydze. 5 lutego 2006 w soborze Narodzenia Pańskiego w Rydze przyjął święcenia diakońskie z rąk metropolity ryskiego i całej Łotwy Aleksandra. Ten sam hierarcha 26 marca wyświęcił go na kapłana.
Od maja do czerwca 2006 służył w cerkwi Trójcy Świętej w Rydze. Następnie od czerwca 2006 do grudnia 2008 był proboszczem parafii Przemienienia Pańskiego w Limbaži, Narodzenia Pańskiego w Aloi, Zaśnięcia Matki Bożej w Pociems, ponadto służył w cerkwiach Wniebowstąpienia Pańskiego w Mali oraz św. Jana Chrzciciela w Ledurdze.
17 marca 2007 w cerkwi św Jana Klimaka w pustelni Przemienienia Pańskiego pod Jełgawą został postrzyżony na mnicha przez biskupa Aleksandra (Matrionina), przyjmując imię zakonne Jan na cześć św. Jana Ryskiego. Od roku następnego był asystentem prorektora seminarium duchownego w Rydze, następnie został proboszczem parafii św. Aleksandra Newskiego w Rydze. W 2009 otrzymał godność ihumena. Od 2012 był proboszczem parafii przy soborze Świętych Symeona i Anny w Jełgawie. 
11 października 2013 Święty Synod Łotewskiego Kościoła Prawosławnego nominował go na biskupa jełgawskiego, wikariusza eparchii ryskiej, którą to decyzję 19 marca 2014 potwierdził Święty Synod Rosyjskiego Kościoła Prawosławnego, w którego strukturach działa, jako autonomiczna, Cerkiew Łotewska. 23 marca 2014 ihumen Jan otrzymał godność archimandryty. Jego chirotonia biskupia odbyła się 27 marca 2016 pod przewodnictwem patriarchy moskiewskiego i całej Rusi Cyryla, w cerkwi Wszechmiłującego Zbawiciela w Moskwie-Mitinie.